# ザ・松田 ブラックエンジェルズ
『ザ・松田 ブラックエンジェルズ』（ザ・まつだ ブラックエンジェルズ）は、平松伸二による日本の漫画作品。2010年から2012年にかけて『別冊漫画ゴラク』（日本文芸社）にて連載された。副題は原典と異なり、『ブラックエンジェルズ』と中黒無しが正式表記。

## 概要
作者の過去作品『ブラック・エンジェルズ』のスピンオフ作品で、同作における主人公の雪藤洋士の仲間、松田鏡二を主人公としている。『ブラック・エンジェルズ』において松田は中盤で死亡しているが、本作は『マーダーライセンス牙』とのクロスオーバー作品『マーダーライセンス牙&ブラックエンジェルズ』において生還した設定を引き継いでおり、同作とのつながりも幾度か描写されている。
平松による「松田が主人公の漫画を描きたい」という欲求と別冊漫画ゴラク編集部による「平松の持っているモノを全開で出してもらう」という判断が結びつき、連載の運びとなった。連載打ち合わせの際に平松が怒りを覚えた実際の事件や事故を確認し、それをテーマとして制作が進められた。そのため、「強満電力の社長」、「人気大型アイドルグループのスポンサー」、「歌舞伎役者をハメたアウトロー」といった、連載当時の読者に実際の事件や事故を連想させる登場人物も多い。
力技で手荒く物事を解決に導く松田は、無茶苦茶ではあるが共感を得るところも多い。これを雑誌編集者は松田が「弱者を守る昔ながらのヒーロー」であり、彼の憤り、嘆き、怒りから発せられる台詞が読者の気持ちを代弁しているのではないかと指摘している。
松田の口癖「いんだよ、細けえことは」はキャッチコピーでもある。これをはじめ、数々の手荒さや盛り込まれた時事問題から本作は、日本オタク大賞の2012年度大賞を受賞した。
『別冊漫画ゴラク』2013年4月号より2014年7月号まで、直接の続編『ザ・松田 超人最強伝説』が連載された。

## 登場人物
松田 鏡二（まつだ きょうじ）
本作の主人公。身長192センチメートル、体重112キログラム。自称「ザ・松田」。細かいことを嫌う好漢で、AV男優やクラブのバウンサー、高層ビルの窓拭きなどのアルバイト先で毎回大きな事件に関わりながらも、汚職官吏や諸外国の刺客、枕営業アイドルグループなどの外道を殴り倒してゆく。
本作では過去2作以上に人間離れした超人的なアクションが強調されており、マシンガンの銃弾を素手で叩き落とす、震災で曲がった東京タワーの天辺を直す、あげくには一蹴りで周囲の放射能濃度を落としてしまうといった芸当を作中で披露している。なお、本作でたびたび触れられる「首相官邸に突っ込んできたジャンボジェットを止めた」は、『マーダーライセンス牙&ブラックエンジェルズ』のエピソードである。
額には『ブラック・エンジェルズ』で頭部を撃たれた際の銃創が残っており、意識を失った松田を起こすために雪藤が傷をスポークで電気を流し刺激する場面もある。生き返った、あるいは生存していた理由については、作中では雪藤などの口から「世界観が違う」と言われている。
物語終盤には、松田が「いんだよ、細けえことは」とすることで一種「無の境地」に達していることを、雪藤が指摘している。
麗羅、水鵬との戦いの後は力尽き、一度は生命反応が消え失せるも、その直後に「とても人間の物とは思えない」生命力で復活を果たした。
『超人最強伝説』では更に超人化に拍車が掛かっており、ミサイルと共に(噴射熱と燃料の猛毒を浴びながら)平然と大気圏外に飛び立ち、核ミサイルを蹴り落として生身で大気圏突入すら果たしている。その不死身ぶりは「地球外生物」「クマムシ」と揶揄される。その後も殺人ロボットやモンスター、果ては戦車と戦闘ヘリの大群すら物ともしない規格外の強さを発揮する。しかしそのあまりの超人ぶりから「生物兵器」「危険すぎる野良犬の超人」とも評される。
雪藤 洋士（ゆきとう ようじ）
『ブラック・エンジェルズ』の主人公。『牙＆ブラック』では風俗嬢のナミの元に身を寄せていたが、本作では『ブラック・エンジェルズ』や『外道坊＆マーダーライセンス牙』の時と同様に再び自転車で各地を旅しつつアルバイトで生計を立てている。事あるごとに松田が関わった事件と遭遇することになる。基本的に松田のサポートに回るが、時にはブラックエンジェルズとして活動する事もある。本作でも裏と表の顔を使い分けているが、平時でも松田の前ではあまり裏の顔を隠さなくなっている。
『超人最強伝説』では松田がアメリカに行ってしまった為、出番は少ない。
木葉 優児（きば ゆうじ）
『マーダーライセンス牙』の主人公。通称「牙」(きば)。特定のエピソードに登場する。本作では常に木葉 優子(きば ゆうこ)の姿での登場であり、本来の男性の姿を見せることはない。
『超人最強伝説』では自身の力が及ばないほどに超人化してしまった松田に嫉妬とも劣等感ともつかない複雑な感情を抱く一幕があった。
板垣 重政（いたがき しげまさ）
『マーダーライセンス牙』の登場人物。元内閣総理大臣にして木葉優児の実父。特定のエピソードに登場して松田と関わる。『超人最強伝説』では松田を「日本の最終兵器」と呼び、その活躍を賞賛しながらも「牙と松田のどちらが世界にとって重要か」という質問には「牙に決まっている。松田は危険過ぎる」と答えている。
麗羅（れいら）、水鵬（すいほう）、羽死夢（はしむ）、鷹沢（たかざわ）
『ザ・松田 ブラックエンジェルズ』終盤に登場する。いずれも『ブラック・エンジェルズ』の登場人物で、同作では松田同様に死亡した身であるが、本作では生存しているうえ、水鵬の台詞によれば他の世界観(『ブラック・エンジェルズ』)で死亡したことを自覚している。一方、麗羅は「生命が蘇った」と発言している。
東堂 俊介（とうどう しゅんすけ）
『超人最強伝説』から登場。『マーダーライセンス牙』の登場人物で、内閣情報調査室長。『牙＆ブラック』中盤で死亡した身だが、本作では何事も無かったかのように生存している。

## 単行本
- 平松伸二『ザ・松田 ブラックエンジェルズ』 日本文芸社〈ニチブン・コミックス〉、全3巻
  1. 2011年5月28日発売 ISBN 978-4-537-12739-3
  2. 2012年3月28日発売 ISBN 978-4-537-12868-0
  3. 2012年12月20日発売 ISBN 978-4-537-12977-9
- 平松伸二『ザ・松田　超人最強伝説』 日本文芸社〈ニチブン・コミックス〉、全2巻
  1. 2013年12月28日発売 ISBN 978-4-537-13116-1
  2. 2014年10月9日発売 ISBN 978-4-537-13210-6

## 関連作品
超絶人格査定アプリ『ザ・松田 外道診断』（onTheHammock）
『ザ・松田』の世界観や登場人物を使用した、iOS/Android用性格診断アプリ。診断メニューは「欲」「善」「愛」の3つの項目があり、診断者の名前を入力し、質問に答えていくと道徳、欲望、愛情の「外道度」を計ることができる。外道度は「ド外道」「外道」「小悪党」「ゲス」「小市民」「庶民」の6段階のレベルと点数によって表示される。診断画面では『ザ・松田』に登場する様々な「外道キャラ」の「名シーン」を掲載しており、ユーザーに強烈な印象を与える内容となっている。そのため、App Storeへ初めて申請した際は却下されたという経緯を持つが、17+（対象17歳以上）へレートを上げることによって審査を通過した。
音楽は、2012年にフジロックフェスティバルのルーキーステージに出演したダブバンド「TAMTAM」の小林樹音が担当している。